# Limpiabotas

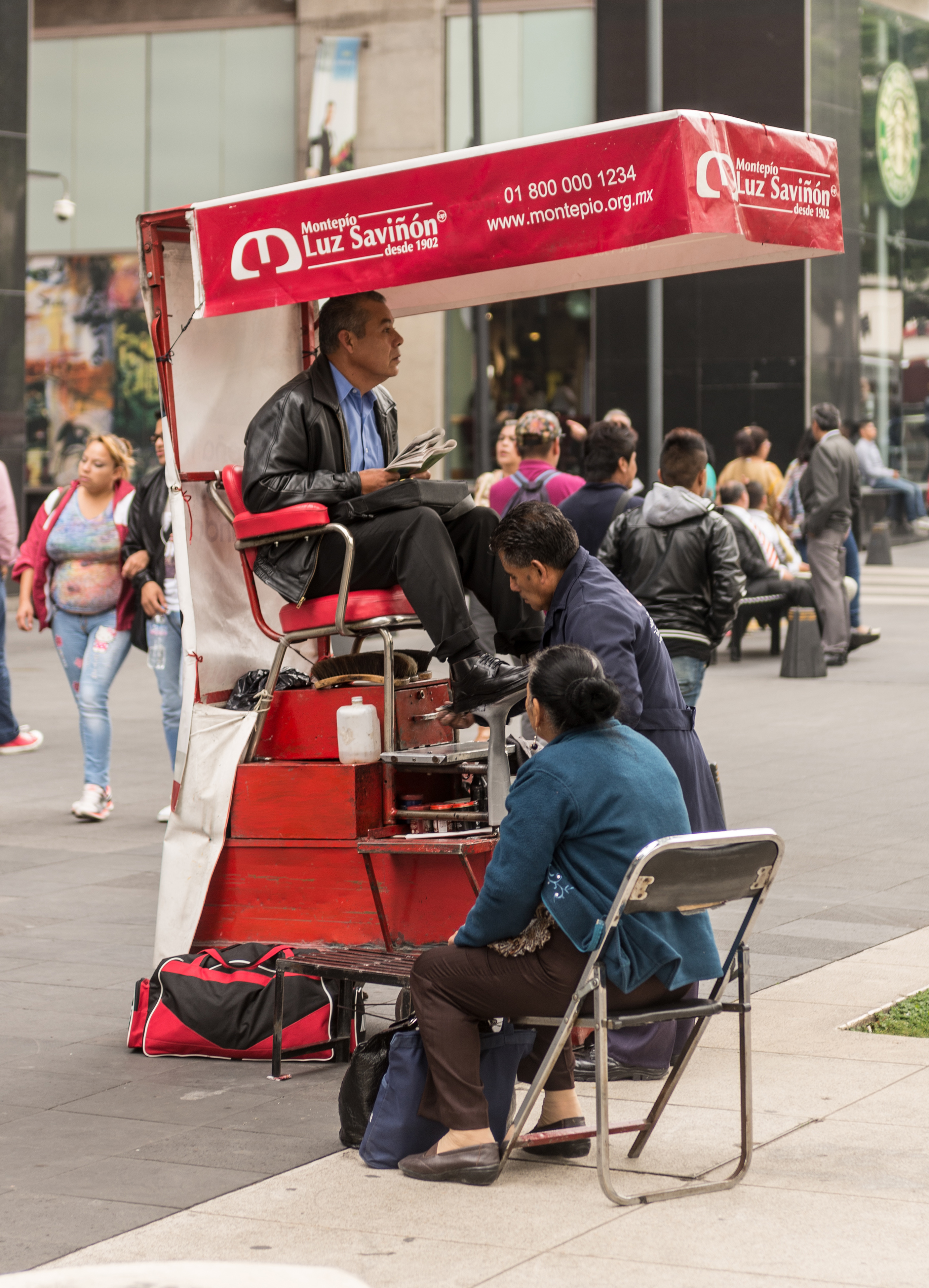
Limpiabotas en Ciudad de México.

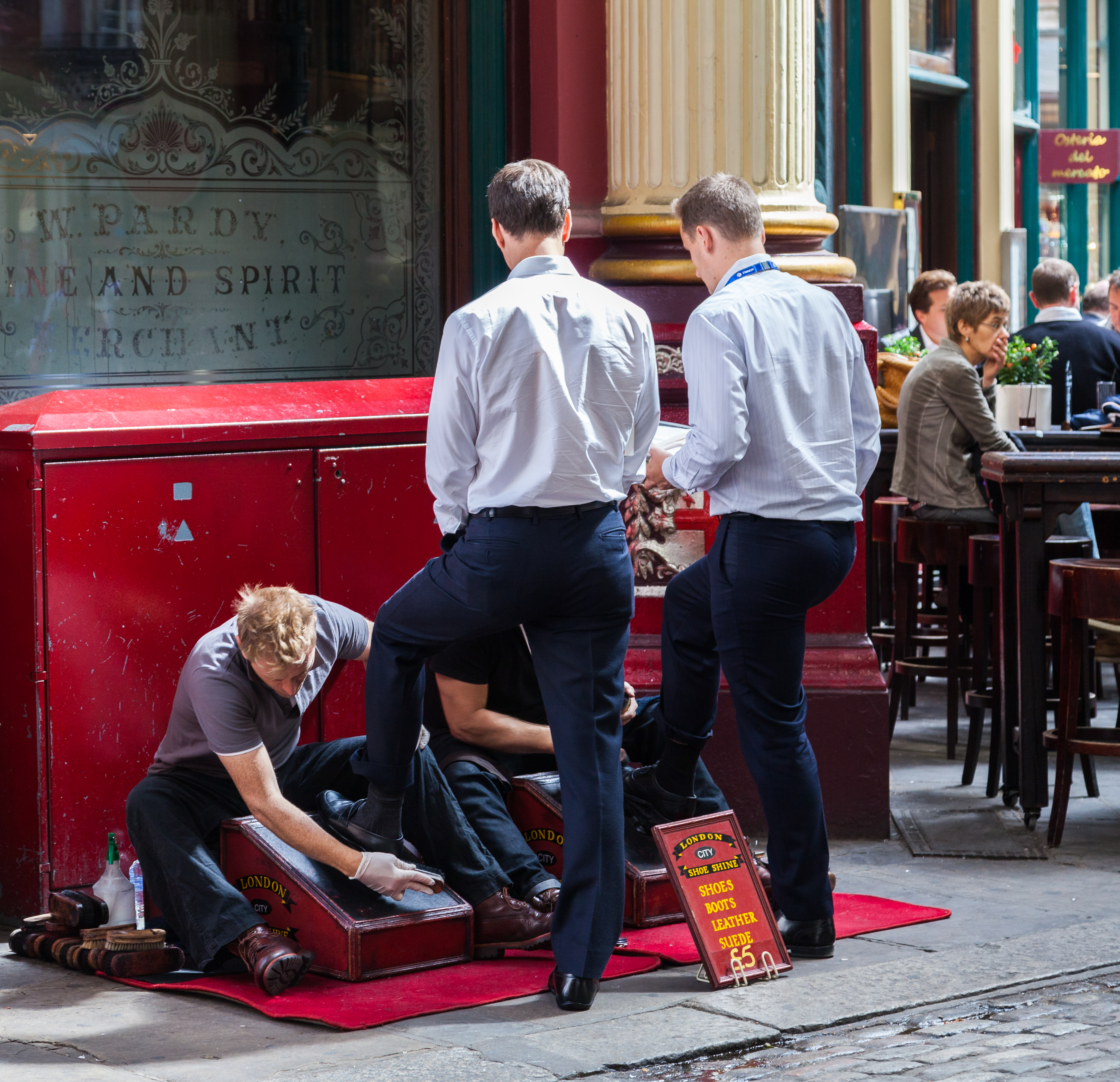
Limpiabotas en la City de Londres.

Un limpiabotas, lustrabotas, lustrador o bolero es una persona que se encarga de limpiar y lustrar el calzado de eventuales clientes utilizando betún para calzado. Tradicionalmente lo ejercen personas del género masculino y muy frecuentemente niños. Aunque el rol es desaprobado en diversas latitudes del mundo, constituye el medio de manutención de familias de condición precaria en diversos países. 
Algunos limpiabotas ofrecen el servicio adicional de reparación de calzado y sastrería. 
Personalidades destacadas en la historia comenzaron su vida ganando el sustento desempeñándose como limpiabotas, incluyendo cantantes, actores, futbolistas, comunicadores y políticos (sobre todo presidentes).

## Historia
El betún para calzado se conoció como producto comercial hasta principios del siglo XX, pero durante el siglo XIX los limpiabotas ofrecían sus servicios por las calles, particularmente en las grandes urbes del Reino Unido.

## El Oficio en la actualidad

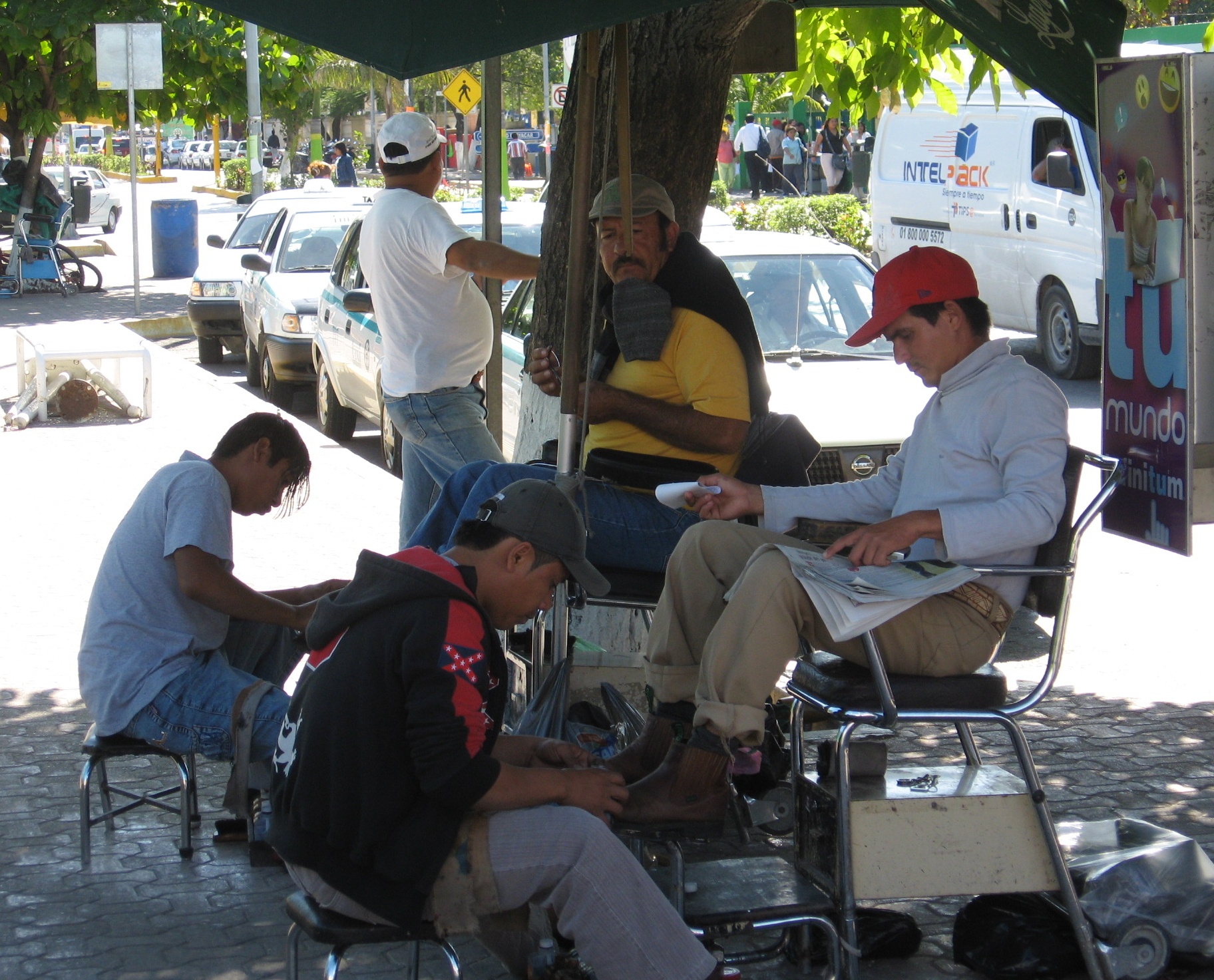
Limpiabotas trabajando en Playa del Carmen, México 2009

Este oficio es muy común en varios países en la actualidad. El salario que pueden llegar a ganar como limpiabotas es muy variable pero es una proporción significativa del ingreso familiar, en especial si el padre de familia ha muerto o está imposibilitado para trabajar. En Afganistán muchos niños trabajan como limpiabotas en sus tiempos libres y posiblemente ganen unos afganíes ( £1 aprox.) diarios. Muchos niños de la calle basan su sustento en desempeñarse como lustrabotas como único medio de ingreso o en el peor de los casos limpiando o lavando parabrisas en las calles entre vehículos en circulación.
En algunas partes los servicios de un limpiabotas son requeridos obteniendo licencias para trabajar legalmente. En agosto del 2007 los limpiabotas de Mumbai en la India fueron retirados de las estaciones de ferrocarril debido a "irregularidades financieras". Cada asociación de limpiabotas fue requerida en la renovación de su licencia, lo que preocupó a muchos el perderla ante un rival.

## Personas destacadas
Algunos personajes prominentes que en alguna etapa de su vida fueron lustrabotas:
- Ozzy Osbourne — cantante británico de Heavy metal
- Mahmoud Ahmed — cantante Etíope[1]
- James Brown — cantante estadounidense, conocido como "El padrino del Soul". Solía lustrar calzado, cantar y bailar en la novena avenida en Augusta, Georgia; en 1993 la vialidad fue renombrada como el "James Brown Boulevard" en su honor.[2][3]
- José Asunción Flores — compositor y creador del género musical denominado guarania
- Oscar Micheaux — el primer director de cine afro-americano
- Edson Arantes do Nascimento "Pelé" — futbolista brasileño.
- Dick Rowland — trabajaba como limpiabotas hasta su arresto por su involucramiento en los disturbios raciales de Tulsa.
- Luiz Inácio Lula da Silva — Presidente de Brasil[4]
- Alejandro Toledo — Presidente de Perú[5]
- Mario Moreno "Cantinflas" — comediante y actor de cine mexicano.
- Lee Treviño — golfista profesional.
- Malcolm X — activista y orador musulmán estadounidense. Empezó a trabajar como limpiabotas en el club nocturno, Lindy Hop en la ciudad de Nueva York.[6][7]
- Eduardo Brito — extraordinario barítono dominicano, fallecido por sífilis tras una gran carrera musical, en sus inicios fue un limpiabotas de los parques de Santiago de los Caballeros.
- Antonio Ríos — cantante, músico y compositor de cumbia argentino.
- Scrooge McDuck ("Tío Rico" o "Tío Gilito") — personaje ficticio de Disney. Comenzó como limpiabotas cuando solo tenía 10 años. De este noble oficio obtuvo su moneda número uno, la cual es un símbolo de su éxito e inicio de su fortuna.
- Vicente Fernández — cantante y actor mexicano.
- Marcelo Tinelli — presentador y productor de televisión, exlocutor de radio, empresario y dirigente deportivo argentino. A sus cortos 11 años y luego de enfrentar la muerte de su padre, también periodista deportivo; empezó a trabajar en varios trabajos para así ayudar a su familia, entre ellos, como limpiabotas en su pueblo natal, San Carlos de Bolívar; antes de emigrar a la capital de Buenos Aires con su madre.
- Noel Díaz — comunicador social católico mexicano-estadounidense y laico. Antes de iniciar con su apostolado católico El Sembrador, Nueva Evangelización, en los años '80; empezó a trabajar como limpiabotas desde muy niño, mientras vivía en la extrema pobreza con su madre, siendo inmigrantes indocumentados.

## En la cultura popular
Los limpiabotas han sido referidos en:
- Boot Polish, película hindú de 1954.
- Chattanoogie Shoe Shine Boy, una canción interpretada por Bing Crosby y Frank Sinatra entre otros.
- Confessions of a Wall Street Shoeshine Boy (Confesiones de un limpiabotas de Wall Street), Una novela de Doug Stumpf adaptada a la pantalla.
- El bolero de Raquel  (el título parodia el Bolero de Ravel), película mexicana de género: comedia que narra las peripecias de un "bolero"(limpiabotas en México) , protagonizada por Cantinflas en 1956.
- Scrooge McDuck, personaje animado de Disney famoso porque ganó su primera moneda trabajando como limpiabotas la cual le inspiró para trabajar duro hasta hacer una fortuna.
- Shoe Shine Boy, película musical de 1943.
- Sciuscià, filme italiano de 1946 honrado en la ceremonia de los Óscar en 1948.
- Underdog, serie animada de televisión de 1964 en la cual un perro resguarda su identidad secreta trabajando como limpiabotas.
- Heriberto de la Calle, famoso personaje del periodista colombiano Jaime Garzon.